# Аццано-д'Асті
Аццано-д'Асті (італ. Azzano d'Asti, п'єм. Asan) — муніципалітет в Італії, у регіоні П'ємонт,  провінція Асті.
Аццано-д'Асті розташоване на відстані близько 480 км на північний захід від Рима, 50 км на південний схід від Турина, 6 км на південний схід від Асті.
Населення — 408 осіб (2014).
Щорічний фестиваль відбувається 25 липня. Покровитель — San Giacomo.

## Демографія
Населення за роками:

Станом на 1 січня 2023 року в муніципалітеті офіційно проживало 12 іноземців з 2 країн, серед них 10 громадян країн Євросоюзу.

## Сусідні муніципалітети
- Асті
- Рокка-д'Араццо